# 바스쿠 다 가마 다리
바스쿠 다 가마 다리(Ponte Vasco da Gama 폰트 바스쿠 다 가마[*];)는 포르투갈의 수도 리스본 인근에 위치한 타구스강을 건너는 사장교이다. 고가구간을 포함해 총 12.3 km로 유럽에서 가장 긴 교량으로 알려져 있다. 다리의 이름은 유럽인 최초로 인도 항로를 발견한 포르투갈의 항해사 바스쿠 다 가마에서 따왔다.

## 같이 보기
- 4월 25일 다리
- 메가프로젝트